# Adolphe Adam
Adolphe Charles Adam (ur. 24 lipca 1803 w Paryżu, zm. 3 maja 1856 tamże) – francuski kompozytor oper i baletów, krytyk muzyczny. Jest najlepiej znany dzięki swoim dziełom – baletom: Giselle (1841) i Le Corsaire (1856) oraz operom: Le postillon de Lonjumeau (1836), Le toréador (1849) oraz Si j'étais roi (1852). Skomponował także muzykę do kolędy Cantique de Noël (O Holy Night) (1847). Był cenionym nauczycielem, wśród jego uczniów znajdował się m.in. Léo Delibes.

## Życiorys
Urodził się 24 lipca 1803 w Paryżu. Jego ojcem był Louis Adam (1758-1848), kompozytor i nauczyciel w paryskim konserwatorium. Matka była córką lekarza. Jako dziecko preferował samodzielną naukę muzyki poprzez improwizacje. W 1821 wstąpił do Conservatoire de Paris, gdzie studiował grę na organach i fisharmonii, pod kierownictwem uznanego kompozytora oper François-Adriena Boïeldieu. Grał również na trójkącie w uczelnianej orkiestrze. W następnych latach, za namową swojego przyjaciela Ferdinanda Hérolda, poświęcił się karierze teatralnej – wbrew woli swojego ojca.
W wieku 20 lat pisał utwory dla paryskich wodewilów i występował w orkiestrze w Gymnase-Dramatique, gdzie później został kierownikiem chóru. Jak wielu ówczesnych kompozytorów utrzymywał się głównie z gry na organach. W 1825 pomógł przygotować Boïeldieu część jego opery La dame blanche. Dzięki zarobionym pieniądzom mógł odbyć podróż po Europie. W Genewie spotkał Eugène’a Scribe’a z którym później nawiązał współpracę.
W 1830 ostatecznie zrezygnował z kariery teatralnej poświęcając się całkowicie pisaniu oper i baletów. W 1834 wystawił w Paryżu Le Chalet (Chatka w górach), która okazała się sporym wydarzeniem. Sukces powtórzył w 1836 wystawiając Le postillon de Lonjumeau (Pocztylion z Lonjumeau). Jednak prawdopodobnie najbardziej znany jest z baletu Giselle (1841), który grany jest po dziś dzień.
Zarobione pieniądze postanowił zainwestować w otwarcie czwartego budynku operowego w Paryżu (Opèra National). Została ona otwarta w 1847, jednak już po roku działalności, w 1848, na skutek trwającej rewolucji musiała zawiesić działalność pozostawiając Adama z dużymi długami. Zmuszony do ciężkiej pracy, ze zdwojoną siłą zaczął pisać opery – z tego okresu pochodzą m.in. Le toréador (1849), Giralda (1850), La poupée de Nuremberg (1852) czy Si j'étais roi (1852). Pracował także jako dziennikarz i wykładowca w Conservatoire de Paris. W 1847 roku został odznaczony krzyżem oficerskim Legii Honorowej.
Jego kolęda Cantique de Noël, znana bardziej pod angielskim tytułem O Holy Night, z 1847 zyskała międzynarodową sławę. Kolęda ta została pierwszym utworem muzycznym jaki został wyemitowany w radio. Miało to miejsce w 1906.
Adolphe Adam zmarł 3 maja 1856 w Paryżu. Został pochowany na cmentarzu Montmartre.

## Twórczość
Adolphe Adam skomponował 39 oper i 14 baletów.

### Balety

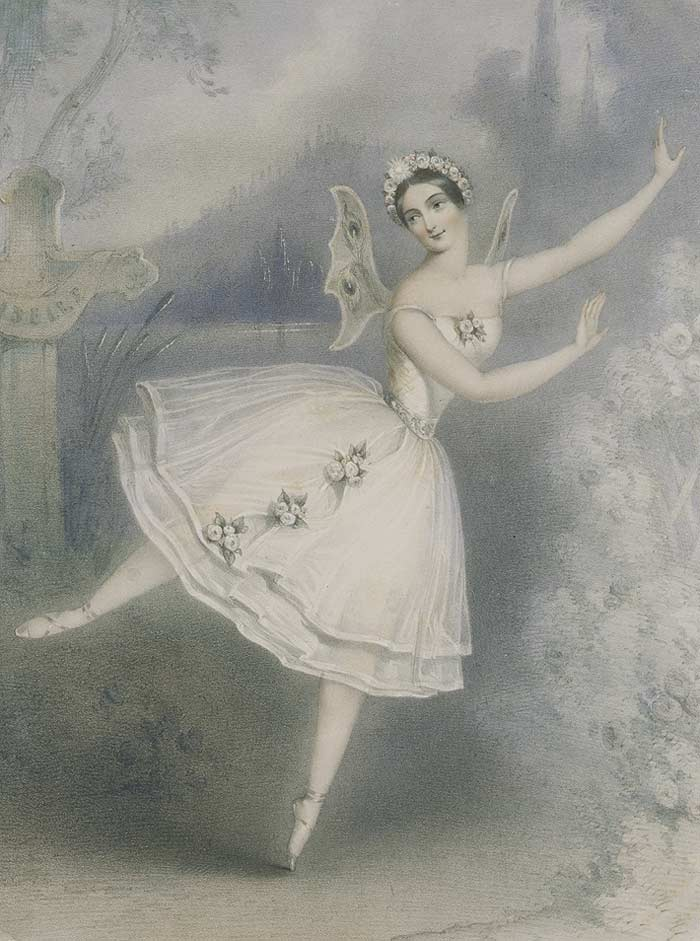
Litografia sporządzona przez nieznanego artystę przedstawiająca ballerinę Carlottę Grisi w tytułowej roli Giselle, Paryż, 1841.

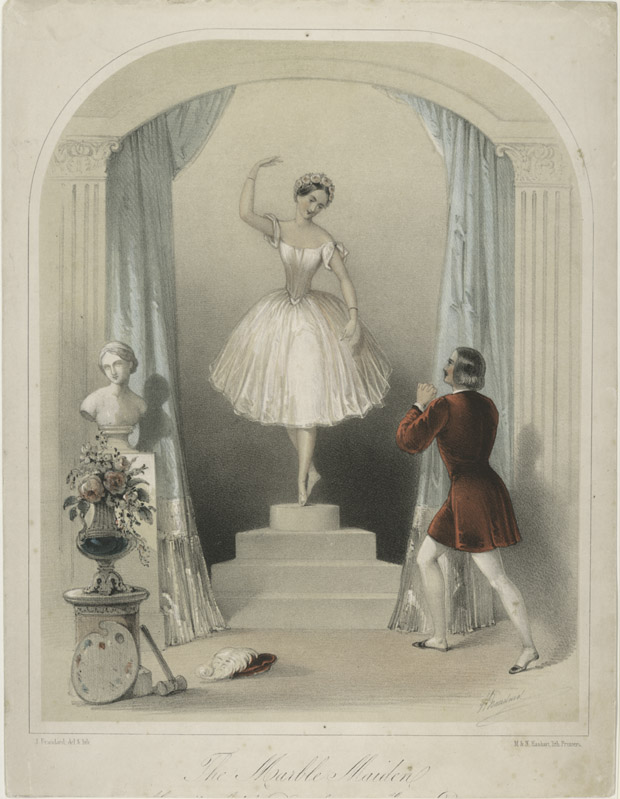
La Fille de marbre, Litografia, Londyn, 1845

- La Chatte blanche razem z Casimirem Gidem

Premiera: 26 lipca 1830, Paryż, Théâtre des Nouveautés
- Faust, 3 akty

Premiera: 1832-1833, Londyn
- La Fille du Danube, 2 akty (4 sceny)

Libretto: Eugène Desmares
Choreografia: Filippo Taglioni
Premiera: 1836, Paryż, Opéra
- Les Mohicans, 2 akty

Choreografia: F.Guerra
Premiera: 5 lipca 1837, Paryż, Opéra
- L'Écumeur des mers (1840)

- Die Hamadryaden, muzyczno-taneczne intermezzo

Choreografia: de Colombey i Paolo Taglioni
Premiera: 28 kwietnia 1840, Berlin, Königl. Theater
- Giselle, ou Les willis, 2 akty

Libretto: Théophile Gautier i Jules-Henri Vernoy de Saint-Georges
Choreografia: Jean Coralli i Jules Perrot
Premiera: 28 June 1841, Paryż, Opéra
- La jolie Fille de Gi, 3 akty

Libretto: Jules-Henri Vernoy de Saint-Georges
Choreografia: F. Decombe
Premiera: 22 czerwca 1842, Paryż, Opéra
- Le Diable à Quatre, 2 akty (4 sceny)

Libretto: Adolphe de Leuven
Choreografia: Joseph Mazilier
Premiera: 11 August 1845, Paryż, Opéra
- La Fille de marbre (1845)

- Griseldis ou Les Cinq Sens, 3 akty

Libretto: Philippe François Pinel Dumanoir
Choreografia: N. Mazilier
Premiera: 16 lutego 1848, Paryż, Opéra
- Le Filleule des fées razem z A.de Clémenceau de Saint-Julien, 3 akty (7 scen)

Libretto: Jules Perrot i Jules-Henri Vernoy de Saint-Georges
Choreografia: Jules Perrot '
Premiera: 8 października 1849, Paryż, Opéra
- Orfa, 2 akty

Libretto: François-Hippolyte Levroy i Henri Trianon
Choreografia: N. Mazilier
Premiera: 29 grudnia 1852, Paryż, Opéra
- Le Corsaire, 3 akty (5 scen) i epilog

Libretto: Jules-Henri Vernoy de Saint-Georges
Choreografia: Joseph Mazilier
Premiera: 3 stycznia 1856, Paryż, Opéra

### Opery
| Tytuł | Gatunek                | Długość            | Libretto | Premiera                  | Miejsce                              |
| --- | ---------------------- | ------------------ | --- | ------------------------- | ------------------------------------ |
| La baiser au porteur | wodewil                |                    | Eugène Scribe, Justin Marie Alexis Gensoul i Charles de Courcy                                                  | 9 czerwca 1924(dts)       | Paryż, Théâtre Vaudeville            |
| Les hussards de Felsheim | wodewil                | 3 akty             | | 1827 (marzec)             | Paryż, Théâtre Vaudeville            |
| L'exile | wodewil                |                    | | 1827 (wiosna)             | Paryż, Théâtre Vaudeville            |
| La dame jaune | wodewil                |                    | | 1827 (wiosna)             | Paryż, Théâtre Vaudeville            |
| L'héritière et l'orpheline | wodewil                |                    | | 1827 (maj)                | Paryż, Théâtre Vaudeville            |
| Perkins Warbeck | wodewil                | 3 akty             | | 1827 (jesień)             | Paryż, Théâtre Vaudeville            |
| Monsieur Botte | wodewil                | 3 akty             | | 1827 (listopad)           | Paryż, Théâtre Vaudeville            |
| Le caleb de Walter Scott | wodewil                | 1 akt              | | 1827 (grudzień)           | Paryż, Théâtre Vaudeville            |
| Le mal du pays ou La bâtelière de Brientz                                                                                                | operetka               | 1 akt              | Eugène Scribe i Anne-Honoré-Joseph Duveyrier de Mélésville                                                      | 28 grudnia 1827(dts)      | Paryż, Théâtre Gymnase               |
| Valentine | wodewil                | 2 akty             | | 1828 (wiosna)             | Paryż, Théâtre des Nouveautés        |
| Le barbier châtelain | wodewil                | 3 akty             | | 1828 (wiosna)             | Paryż, Théâtre des Nouveautés        |
| Guillaume Tell | dramat                 | 5 aktów            | Joseph Xavier Boniface Saintine, Charles Désiré Dupeuty i Villeneuve, na podstawie Friedricha Schillera         | 16 czerwca 1828(dts)      | Paryż, Théâtre Vaudeville            |
| Le jeune propriétaire et le vieux fermier                                                                                                | opéra comique          | 3 akty             | Armi d’Artois                                                                                                   | 6 lutego 1829(dts)        | Paryż, Théâtre des Nouveautés        |
| Pierre et Catherine | opéra comique          | 1 akt              | Vernoy, na podstawie Jules’a-Henriego Vernoy de Saint-Georges’a                                                 | 1829 (wrzesień)           | Paryż, Opéra-Comique                 |
| Isaura | dramat                 | 3 akty             | Antier i Nézel                                                                                                  | 1 października 1829(dts)  | Paryż, Théâtre des Nouveautés        |
| Danilowa | opéra comique          | 3 akty             | Jean Baptiste Charles Vial i Paul Duport                                                                        | 23 kwietnia 1830(dts)     | Paryż, Opéra-Comique                 |
| Les trois Cathérine | opéra comique          | 3 akty             | Guillaume Edouard Monnais i Paul Duport                                                                         | 26 lipca 1830(dts)        | Paryż, Théâtre des Nouveautés        |
| Trois jours en une heure | opéra comique          | 1 akt              | Henri Romagnesi we współpracy z Jules'em Josephem Gabrielem i Auguste’em Michelem Benoît Gaudichotem Massonem   | 21 sierpnia 1830(dts)     | Paryż, Opéra-Comique                 |
| Joséphine ou Le retour de Wagram | opéra comique          | 1 akt              | Jules Joseph Gabriel Gabriel i Ferdini Simon de Laboullaye                                                      | 2 grudnia 1830(dts)       | Paryż, Opéra-Comique                 |
| Le morceau d'ensemble | opéra comique          | 1 akt              | Frédéric de Courcy i Pierre François Adolphe Carmouche                                                          | 7 marca 1831(dts)         | Paryż, Opéra-Comique                 |
| Le gri prix ou Le voyage à frais communs                                                                                                 | opéra comique          | 3 akty             | Jules Joseph Gabriel i Auguste Michel Benoît Gaudichot Masson                                                   | 9 lipca 1831(dts)         | Paryż, Opéra-Comique                 |
| Casimir ou Le premier tête-à-tête | opéra comique          | 3 akty             | Charles Desnoyers                                                                                               | 1 grudnia 1831(dts)       | Paryż, Théâtre des Nouveautés        |
| His First Campaign | spektakl militarny     | 2 akty             | James Robinson Planche                                                                                          | 1 października 1832(dts)  | Londyn, Theatre Royal, Covent Garden |
| The Dark Diamond | melodramat historyczny | 3 akty             | | 5 listopada 1832(dts)     | Londyn, Theatre Royal, Covent Garden |
| Le proscrit ou Le tribunal invisible | drame lyrique          | 3 akty             | Joseph Xavier Boniface Saintine i Pierre François Adrien Carmouche                                              | 18 września 1833(dts)     | Paryż, Opéra-Comique                 |
| Une bonne fortune | opéra comique          | 1 akt              | A. Feneol i Edouard Mennechet                                                                                   | 23 stycznia 1834(dts)     | Paryż, Opéra-Comique                 |
| Le Chalet | opéra comique          | 1 akt              | Augustin Eugène Scribe i Anne Honoré Joseph Mélesville, na podstawie Goethego Jery und Bäteli                   | 25 września 1834(dts)     | Paryż, Opéra-Comique                 |
| La marquise | opéra comique          | 1 akt              | Jules Henri Vernoy i Adolphe de Leuven                                                                          | 28 lutego 1835(dts)       | Paryż, Opéra-Comique                 |
| Micheline ou L'heure de l'esprit | opéra comique          | 1 akt              | Auguste Michel Benoît Gaudichot Masson, Théodore Ferdini Vallou de Villeneuve i Amable Villain de Saint-Hilaire | 29 czerwca 1835(dts)      | Paryż, Opéra-Comique                 |
| Le postillon de Lonjumeau | opéra comique          | 3 akty (120 minut) | Adolphe de Leuven i Léon Lévy Brunswick                                                                         | 13 października 1836(dts) | Paryż, Opéra-Comique                 |
| Le fidèle berger | opéra comique          | 3 akty             | Augustin Eugène Scribe i Jules Henri Vernoy de Saint-Georges                                                    | 6 stycznia 1838(dts)      | Paryż, Opéra-Comique                 |
| Le brasseur de Preston | opéra comique          | 3 akty             | Adolphe de Leuven i Léon Lévy Brunswick                                                                         | 31 października 1838(dts) | Paryż, Opéra-Comique                 |
| Régine ou Les deux nuits | opéra comique          | 2 akty             | Augustin Eugène Scribe                                                                                          | 7 stycznia 1839(dts)      | Paryż, Opéra-Comique                 |
| La reine d'un jour | opéra comique          | 3 akty             | Augustin Eugène Scribe i Jules Henri Vernoy de Saint-Georges                                                    | 19 września 1839(dts)     | Paryż, Opéra-Comique                 |
| La rose de Péronne | opéra comique          | 3 akty             | Adolphe de Leuven i Adolphe d’Ennery                                                                            | 12 grudnia 1840(dts)      | Paryż, Opéra-Comique                 |
| La mayn de fer, ou Un marriage secret | opéra comique          | 3 akty             | Augustin Eugène Scribe i Adolphe de Leuven                                                                      | 26 października 1841(dts) | Paryż, Opéra-Comique                 |
| Le roi d'Yvetôt | opéra comique          | 3 akty             | Adolphe de Leuven i Léon Lévy Brunswick                                                                         | 13 października 1842(dts) | Paryż, Opéra-Comique                 |
| Lambert Simuel | opéra comique          | 3 akty             | Augustin Eugène Scribe i Anne Honoré Joseph Mélesville                                                          | 14 września 1843(dts)     | Paryż, Opéra-Comique                 |
| Cagliostro | opéra comique          | 3 akty             | Augustin Eugène Scribe i Jules Henri Vernoy de Saint-Georges                                                    | 10 lutego 1844(dts)       | Paryż, Opéra-Comique                 |
| Richard en Palestine | gri opéra              | 3 akty             | Paul Foucher | 7 października 1844(dts)  | Paryż, Opéra                         |
| La bouquetière | Opéra                  | 1 akt              | Hippolyte Julyen Joseph Lucas                                                                                   | 31 maja 1847(dts)         | Paryż, Opéra                         |
| Les premiers pas ou Les deux génies ou Les mémoires de la blanchisseuse razem z Danielem Auberem, Michelem Carafa i Fromentalem Halévy'm | pasticcio              | prolog i 1 akt     | Alphonse Royer i Gustave Vaëz                                                                                   | 15 listopada 1847(dts)    | Paryż, Opéra                         |
| Le toréador, ou L'accord parfait | opéra comique          | 2 akty             | Thomas Marie François Sauvage                                                                                   | 18 maja 1849(dts)         | Paryż, Opéra-Comique                 |
| Le fanal | Opéra                  | 2 akty             | Jules Henri Vernoy de Saint-Georges                                                                             | 24 grudnia 1849(dts)      | Paryż, Opéra                         |
| Giralda ou La nouvelle psyché | opéra comique          | 3 akty (135 minut) | Augustin Eugène Scribe                                                                                          | 20 lipca 1850(dts)        | Paryż, Opéra-Comique                 |
| La poupée de Nuremberg | opéra comique          | 1 akt (60 minut)   | Adolphe de Leuven i Victor Arthur Rousseau de Beauplan                                                          | 21 lutego 1852(dts)       | Paryż, Opéra-Comique                 |
| Le farfadet | opéra comique          | 1 akt              | François Antoine Eugène de Planard                                                                              | 19 marca 1852(dts)        | Paryż, Opéra-Comique                 |
| Si j'étais roi | opéra comique          | 3 akty             | Adolphe Ennery i Jules Henri Brésil                                                                             | 4 września 1852(dts)      | Paryż, Théatre Lyrique               |
| La faridondaine | dramat                 | 5 aktów            | | 30 grudnia 1852(dts)      | Paryż, Porte St Martin               |
| Le sourd ou L'auberge pleine | opéra comique          | 3 akty             | Adolphe de Leuven i Ferdini Langlé, na podstawie Desforgesa                                                     | 2 lutego 1853(dts)        | Paryż, Opéra-Comique                 |
| Le roi des halles | opéra comique          | 3 akty             | Adolphe de Leuven i Léon Lévy Brunswick                                                                         | 11 kwietnia 1853(dts)     | Paryż, Théâtre Lyrique               |
| Le bijou perdu | opéra comique          | 3 akty             | Adolphe de Leuven i Philippe Auguste Alfred Pittaud de Forges                                                   | 6 października 1853(dts)  | Paryż, Théâtre Lyrique               |
| Le muletier de Tolède | opéra comique          | 3 akty             | Adolphe Philippe d’Ennery i Charles Clairville                                                                  | 16 grudnia 1854(dts)      | Paryż, Théâtre Lyrique               |
| À Clichy, épisode de la vie d'un artiste                                                                                                 | opéra comique          | 1 akt              | Adolphe Philippe Ennery i Eugène Grange                                                                         | 24 grudnia 1854(dts)      | Paryż, Théâtre Lyrique               |
| Le housard de Berenchy | opéra comique          | 2 akty             | Joseph Bernhard Rosier                                                                                          | 17 października 1855(dts) | Paryż, Opéra-Comique                 |
| Falstaff | opéra comique          | 1 akt              | Adolphe de Leuven i Jules Henri Vernoy de Saint-Georges                                                         | 18 stycznia 1856(dts)     | Paryż, Théâtre Lyrique               |
| Mam'zelle Geneviève | opéra comique          | 2 akty             | Arthur de Beauplan i Léon Lévy Brunswick                                                                        | 23 marca 1856(dts)        | Paryż, Théâtre Lyrique               |
| Les pantins de Violette | opéra comique          | 1 akt              | Léon Battu | 29 kwietnia 1856(dts)     | Paryż, Théâtre des Bouffes Paryżiens |
| Le dernier bal | opéra comique          |                    | Eugène Scribe                                                                                                   | 1856 nieukończone         |                                      |